# 31487 Parthchopra
31487 Parthchopra è un asteroide della fascia principale. Scoperto nel 1999, presenta un'orbita caratterizzata da un semiasse maggiore pari a 2,2320251 UA e da un'eccentricità di 0,1066569, inclinata di 6,33654° rispetto all'eclittica.